# 藤原忠綱 (秀郷流)
藤原 忠綱（ふじわら の ただつな、生年不明 - 寿永2年（1183年））は、平安時代末期の武士。上総介・藤原忠清の嫡男。平氏政権の有力家人の一人。弟に忠光、光景、景清がいる。
治承3年（1179年）11月、平清盛のクーデター（治承三年の政変）に伴う除目により左衛門少尉に任ぜられ、検非違使宣旨も受けた。翌年5月、平氏追討の兵を挙げた以仁王・源頼政の追討（以仁王の挙兵）にあたって源兼綱らを斬り、その勲功により従五位下に叙位され、それ以後、上総大夫判官と呼ばれた。寿永2年（1183年）、源義仲の追討にも参加したが、倶利伽羅峠の戦いで戦死した。